# László Böszörményi

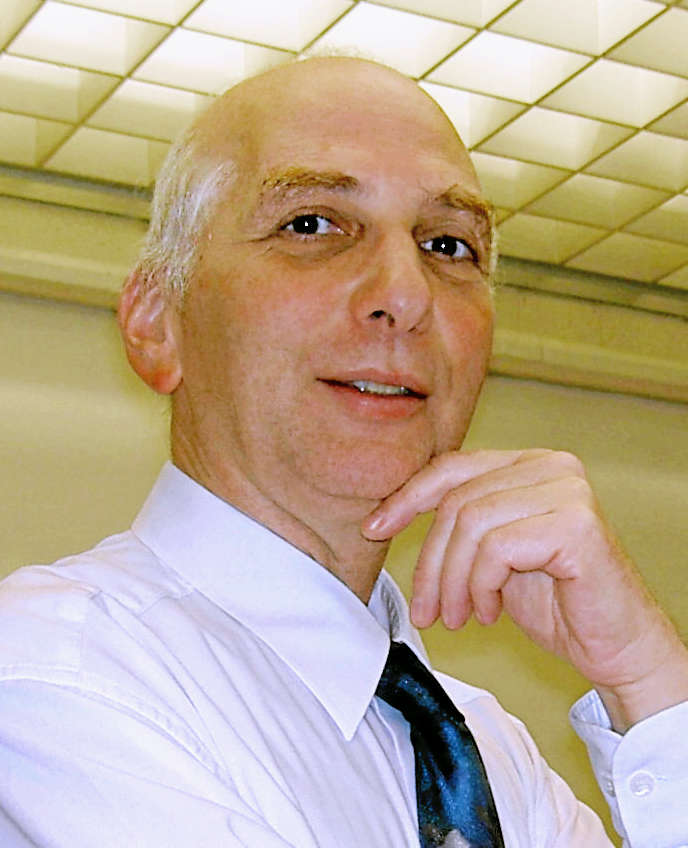
László Böszörményi bei der Wolfgang von Kempelen Ausstellung 2003

Laszlo Böszörmenyi (* 11. Januar 1949 in Budapest) ist ein ungarischer Informatiker, emeritierter Professor und ehemaliger Leiter des Instituts für Informationstechnologie der Alpen-Adria-Universität Klagenfurt.

## Aktivitäten
- Emeritierter Professor der Informatik
- Bewusstseinsforscher[1]

## Werke
- Mondenlicht – Sonnenlicht (Die Umkehr zur Quelle der wissenschaftlichen Denkweise)
- Georg Kühlewind - ein Diener des Logos
- Laszlo Böszörmenyi (Hrsg.): The School of Niklaus Wirth. The Art of Simplicity. dpunkt-Verlag Heidelberg, 2000
- Laszlo Böszörmenyi, Carsten Weich: Programmieren mit Modula-3. Eine Einführung in stilvolle Programmierung. Springer, Berlin, 1995